# Saint-Brice (Manica)
Saint-Brice è un comune francese di 138 abitanti situato nel dipartimento della Manica nella regione della Normandia. Come nome non ufficiale viene utilizzato anche quello di "Saint-Brice-sous-Avranches".

## Società

### Evoluzione demografica
Abitanti censiti